# Hermandad del Olivo (Puerto de Santa María)
La Hermandad del Olivo cuyo nombre oficial y completo es Hermandad de la Sagrada Oración de Nuestro Señor Jesucristo en el Huerto y María Santísima de Gracia y Esperanza es una hermandad religiosa o cofradía con sede en la Basílica Prioral de Nuestra Señora de los Milagros coronada, en la ciudad de El Puerto de Santa María (España). Realiza una procesión durante la Semana Santa de El Puerto de Santa María, en la tarde del Miércoles Santo

## Historia[2]
Fundada en el año 1960. Su primera Salida Procesional, fue el Miércoles Santo de 1961 , saliendo únicamente con el Paso de Misterio. En el 1964, realiza su primer desfile procesional, el paso de palio de María Santísima de Gracia y Esperanza.
En el año 1973, se sustituye la dolorosa que realizará el imaginero Francisco Pinto Berraquero, por la que actualmente procesiona, la primitiva se conserva en las dependencias de la Hermandad. En 1974 se sustituye el Ángel confortador que tallara el jerezano Francisco Pinto, por otro realizado por el sanroqueño, Luis Ortega Bru.
A finales del 1996 crea la Hermandad la Bolsa de Caridad, encargada de gestionar toda la Acción Social y colaborar con Cáritas Parroquial. 
En 1998 adquieren una finca en la calle Cruces para la construcción de una nueva Casa de Hermandad. En cuaresma de 2006 tuvo lugar la bendición e inauguración de la Casa de Hermandad.
En agosto de 2010, se cumplieron el cincuenta aniversario de la fundación de la Hermandad, con una salida extraordinaria del paso de palio de María Santísima de Gracia y Esperanza.

## Escudo
El Escudo de la Hermandad y Cofradía, estará compuesto en el centro del mismo, por un Cáliz sobre cruz de brazos iguales con destellos desde sus vértices, todo inscrito por un doble círculo en el centro de los cuales lleva la inscripción de “Hermandad de la Sgda. Oración de Nuestro Señor Jesucristo en el Huerto- Pto. Sta. Mª”, rematándose el escudo con unos adornos exteriores.

## Imágenes[3]
- Sagrada Oración de Nuestro Señor Jesucristo en el Huerto: La imagen es de candelero para vestir, aparece Jesús de nazaret, arrodillado, con brazos extendidos y cabeza inclinada hacia atrás, eleva el rostro dirigiendo la mirada al cielo (1961), su autor es el imaginero jerezano Francisco Pinto Berraquero, fue restaurado por Enrique Ortega Ortega en 1990. Completan el misterio que acompañan al Señor: Ángel Confortador(1970) erguido y de talla completa de Luis Ortega Bru, San Pedro (1976) y San Juan (1977) son de Carlos Valle Hernández y Santiago (1990) de Juan Luis Doello. Los apóstoles, fueron restaurados y remodelados en el año 1981 por el escultor portuense Francisco Javier Tejada, y en 1990 San Juan y San Pedro fueron sometidos a una remodelación para convertirlas en tallas de vestir por Juan Luis Doello.

- María Santísima de Gracia y Esperanza: Imagen de dolorosa de candelero para vestir, obra atribuida del imaginero Hita y Castillo de a mediados del siglo XVII. Fue restaurada en 1997.

## Cortejo procesional

### Pasos procesionales

#### Primer Paso
Representa a Jesús orando en el Huerto de los olivos.
- Paso de Misterio: Tallado en madera de estilo neobarroco, cuenta en la canastilla con medallones donde se reproducen las catorce estaciones del Vía Crucis realizado por el jerezano Lutgardo Pinto (1961) y dorado por Manuel Daza Marín (1964). En la esquinas figuran las imágenes de los cuatro Evangelistas realizadas por Juan Luis Doello (1996). Va iluminado por cuatro candelabros en las esquinas de siete brazos cada uno, realizado por Francisco Pinto Berraquero (1962) y dos candelabros en la parte central de los costeros de tres brazos cada uno realizados por Antonio Díaz Fernández (1987). Los guardabrisas están rematados con tacilla y coronilla (1981),por el taller de la Viuda de Villarreal, realizado en metal cincelado y dorado en oro. La última restauración se ejecutó en los Talleres de Dorados San Francisco de Sanlúcar de Barrameda (2007).

- Medidas de la parihuela: 238 cm de ancho x 454 cm de largo. Calza 40 costaleros.

- Acompañamiento musical: Agrupación Musical Virgen de los Reyes de Sevilla (desde 2021).

#### Segundo Paso
María Santísima de Gracia y Esperanza bajo palio.
- Paso de Palio: Techo de Palio de terciopelo azul celeste, bordado en oro fino por las HH. de las Esclavas de Jerez de la Frontera. Fue pasado a nuevo terciopelo y enriquecimiento de los bordados y sustitución de la Inmaculada Concepción de la Gloria (2000) realizado en los talleres de Francisco Franco Ortega de Coria del Río. Bambalinas delantera y trasera (2010-12 respectivamente) y bambalinas laterales (2017) bordada en hilos de oro e hilos naturales de seda, sobre maya de oro realizada en los talleres onubenses de Artebord. Manto Bordado en terciopelo azul y faldones en terciopelo liso azul. La orfebrería del paso de palio consiste en los respiraderos (1969), los varales (1972), ánforas (2005), la peana (1972) y los candelabros de cola (1972), todo ello ejecutado en Sevilla en la Orfebrería de Lorenzo Jiménez Rueda, la candelería (2002), en metal repujado de ochenta y cuatro piezas, realizada por Orfebrería Villarreal de Sevilla. El llamador que reproduce la fuente de la Plaza de la Cárcel, ejecutado en los talleres sevillanos de Manuel de los Ríos.

- Medidas de la parihuela: 220 cm de ancho x 331 cm de largo. Calza 30 costaleros.

- Acompañamiento musical: Banda Música de Nuestra Señora de las Mercedes de Bollullos del Condado (desde el 2005).

### Hábito nazareno

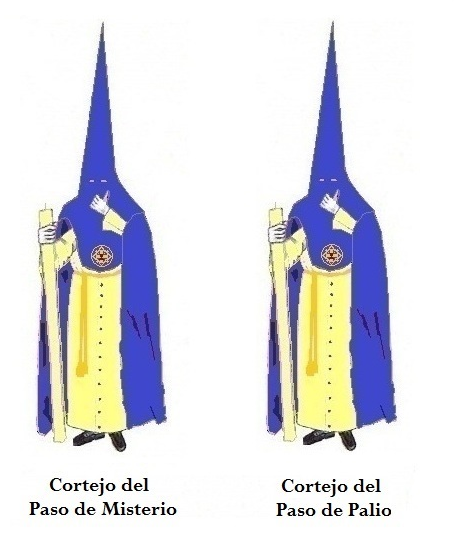
Nazareno Hermandad del Olivo

Los nazarenos visten túnica en tela de sarga color hueso, antifaz, capa y botonadura azul en tela de sarga y cíngulo color oro viejo, llevan guantes blancos y zapatos de color negro con calcetines en blanco. En el velillo el escudo de la hermandad.

### Lugares de interés
Destaca la Plaza de la Cárcel y la recogida en la Plaza de España.

## Marchas dedicadas:[4]

### Agrupación Musical
- Oración (2004) de Manuel Rodríguez Ruíz.
- Orando llegué a tu Puerto (2009) de Jacob Vergara.

### Banda de Música
- María Santísima de Gracia y Esperanza (década de 1960) de Enrique Galán González.
- Gracia y Esperanza (década de 1980) de Miguel Leveque Pérez.
- Madre de Gracia y Esperanza (1998) de Guillermo Fernández Ríos.
- Salve a María Santísima de Gracia y Esperanza (2010) de Cándido Núñez y Juan Villareal.
- Flores a tu paso (2010) de Manuel Sánchez y Cerdà
- Reina de Gracia y Esperanza (2010) de José Ramón Romero Gómez.

Virgen de los reyes (2023)